# 罗内特帕克 (加利福尼亚州)
罗内特帕克（英語：Rohnert Park）是美国加利福尼亚州索诺玛县下属的一个城市。于1962年8月28日建市。城市面积约为18.1平方公里，根据2010年美国人口普查，该市有人口40,971人。